# Herepeia
Herepeia – wieś w Rumunii, w okręgu Hunedoara, w gminie Vețel. W 2011 roku liczyła 120 mieszkańców.